# Anastatus oscari
Anastatus oscari is een vliesvleugelig insect uit de familie van de Eupelmidae. De wetenschappelijke naam is voor het eerst geldig gepubliceerd in 1859 door Johannes Friedrich Ruthe.